# Пураник, Абхиманью
Абхиманью Пураник (хинди अभिमन्यु पुराणिक; род. 11 февраля 2000 года, Мумбаи) — индийский шахматист, гроссмейстер (2017).

## Биография
В 2016 и 2018 годах Абхиманью Пураник набрал 5,5 очков из 9 в основном турнире шахматного фестиваля «Isle of Man Open». В январе 2019 года он разделил 1-е — 4-е место на международном шахматном турнире «IIFL Wealth Mumbai Open» с 7 очками из 9 и занял третье место на тай-брейке. Затем в июле 2019 года он занял второе место в опен-турнире «Bienne chess Festival».
В 2018 году Абхиманью Пураник занял второе место на чемпионате мира по шахматам среди юниоров. В 2021 году в составе сборной Индии победил на командном чемпионате Азии среди студентов.
В 2021 году в Риге Абхиманью Пураник победил в турнире по быстрым шахматам на фестивале «РТУ Опен».
В октябре 2019 года в острове Мэн Абхиманью Пураник занял 105-е место на турнире «Большая швейцарка ФИДЕ».
Серебряный призёр командного чемпионата Бангладеш 2021 года в составе «Шахин чесс клуб», также на турнире стал лучшим игроком на второй доске, набрав 8 из 10 возможных очков.
За успехи в турнирах ФИДЕ присвоила Абхиманью Пуранику звание международного мастера (IM) в 2015 году и международного гроссмейстера (GM) в 2017 году.

## Изменения рейтинга
| Графики недоступны из-за технических проблем. См. информацию на Фабрикаторе и на mediawiki.org. |